# Verrières, Orne

Verrières este o comună în departamentul Orne, Franța. În 1 ianuarie 2022 avea o populație de 420 de locuitori.